# Новоєгорівська сільська рада (Новоукраїнський район)
| Новоєгорівська сільська рада — колишній орган місцевого самоврядування у Новоукраїнському районі Кіровоградської області з адміністративним центром у с. Новоєгорівка. Сільській раді підпорядковані населені пункти: - с. Новоєгорівка - с. Веселий Кут - с. Леонтовичеве - с. Нововодяне |

## Склад ради
Рада складається з 12 депутатів та голови.

### Керівний склад ради
| ПІБ                              | Основні відомості                                                                | Дата обрання | Дата звільнення |
| -------------------------------- | -------------------------------------------------------------------------------- | ------------ | --------------- |
| Мельніченко Андрій Олександрович | Сільський голова, 1969 року народження, освіта, член Партії 'Демократичний Союз' | 26.03.2006   | 31.10.2010      |
| Мельніченко Андрій Олександрович | Сільський голова, 1969 року народження, освіта вища, безпартійний                | 31.10.2010   |                 |

Примітка: таблиця складена за даними джерела

## Населення
Згідно з переписом УРСР 1989 року чисельність наявного населення сільської ради становила 1375 осіб, з яких 683 чоловіки та 692 жінки.
За переписом населення України 2001 року в сільській раді мешкали 1184 особи.

### Мова
Розподіл населення за рідною мовою за даними перепису 2001 року:
| Мова       | Відсоток |
| ---------- | -------- |
| українська | 90,29 %  |
| російська  | 3,10 %   |
| вірменська | 2,68 %   |
| молдовська | 2,68 %   |
| білоруська | 0,42 %   |
| інші       | 0,83 %   |